# Malu
Malu (nep. मालु) – gaun wikas samiti w środkowej części Nepalu w strefie Dźanakpur w dystrykcie Dholkha. Według nepalskiego spisu powszechnego z 2001 roku liczył on 568 gospodarstw domowych i 2810 mieszkańców (1450 kobiet i 1360 mężczyzn).